# Yağmur
Yağmur [jaː.ˈmúɾ̝̊] ist ein türkischer geschlechtsneutraler Vorname sowie Familienname.

## Herkunft und Bedeutung
Der Name Yağmur bedeutet „Regen“.

## Verbreitung
Yağmur ist lediglich in der Türkei ein populärer Vorname. Dort ist er in erster Linie als Mädchenname verbreitet und gehörte zwischen 2005 und 2015 zu den beliebtesten Mädchenvornamen. Seitdem wird der Name seltener vergeben, ist jedoch immer noch beliebt.

## Namensträger

### Männlicher Vorname
- Yağmur Atsız (1939–2023), türkischer Journalist, Kolumnist, Essayist und Dichter
- Yağmur Sarıgül (* 1979), türkischer Musiker

### Weiblicher Vorname
- Yağmur Özbasmacı Mermer (* 1992), türkische Schauspielerin
- Yağmur Y. (2010–2013), Hamburger Mordopfer, siehe Fall Yağmur

### Familienname
- Eser Yağmur (* 1983), deutsch-türkischer Fußballspieler
- Mehmet Yağmur (* 1987), türkischer Basketballspieler